# Носи-Поняткі
Носи-Поняткі (пол. Nosy-Poniatki) — село в Польщі, у гміні Мщонув Жирардовського повіту Мазовецького воєводства.
Населення — 177 осіб (2011).
У 1975-1998 роках село належало до Скерневицького воєводства.

## Демографія
Демографічна структура станом на 31 березня 2011 року:
|          | Загалом | Допрацездатний вік | Працездатний вік | Постпрацездатний вік |
| -------- | ------- | ------------------ | ---------------- | -------------------- |
| Чоловіки | 90      | 25                 | 54               | 11                   |
| Жінки    | 87      | 25                 | 37               | 25                   |
| Разом    | 177     | 50                 | 91               | 36                   |